# Jorge Braga de Macedo
Jorge Braga de Macedo est né le 1er décembre 1946 à Lisbonne. 

## Biographie
Jorge Braga de Macedo est président du Tropical Research Institute, professeur d'économie à l'université Nova de Lisbonne, président du Forum Portugal Global, ancien ministre des finances portugais et membre du comité exécutif de la Commission Trilatérale. Il est professeur associé à l'Institut d'études politiques de Paris.